# Casper Stornes
Casper Nicolai Sagevik Stornes , född 6 februari 1997, är en norsk triathlet.

## Karriär
I juli 2021 tävlade Stornes för Norge vid OS i Tokyo, där han slutade på 11:e plats i herrarnas tävling.
I juni 2023 var Stornes en del av Norges lag tillsammans med Vetle Bergsvik Thorn, Lotte Milleroch Solveig Løvseth som tog guld i mixstafetten vid europeiska spelen i Kraków-Małopolska.